# Ураково (Удмуртия)
Ура́ково — деревня в Глазовском районе Удмуртии. Административный центр Ураковского сельского поселения.

## География
Деревня находится на расстоянии примерно 22 км (по прямой) к югу от города Глазов, административного центра района.

### Часовой пояс
Деревня Ураково, как и вся Удмуртская Республика, находится в часовой зоне МСК+1. Смещение применяемого времени относительно UTC составляет +4:00.

## История
Впервые упоминается в 1800 году как починок Шамачинский. В середине XIX века в починке Урак было зарегистрировано 5 хозяйств и 54 жителя.

## Население
| 2010 | 2012 |
| ---- | ---- |
| 142  | ↗153 |

### Национальный состав
Согласно результатам переписи 2002 года, в национальной структуре населения русские составляли 88 % из 163 чел.